# 1890年代
1890年代（せんはっぴゃくきゅうじゅうねんだい）は、西暦（グレゴリオ暦）1890年から1899年までの10年間を指す十年紀。

## できごと

### 1890年
- 7月1日 - 第1回衆議院議員総選挙。
- 10月30日 - 『教育ニ関スル勅語』（教育勅語）発布。
- 11月29日 - 第一回帝国議会召集。

### 1891年
- 露仏同盟のうち政治協定が締結される。
- 5月6日 - 第1次松方内閣が成立。
- 5月11日 - 大津事件。
- 9月10日 - 硫黄島・北硫黄島・南硫黄島が勅令により日本の領土となる（東京府に所属）。
- 10月28日 - 濃尾地震が発生。死者数は7,273名。

### 1892年
- 2月15日 - 第2回衆議院議員総選挙。
- 8月8日 - 第2次伊藤内閣成立。

### 1893年
- 御木本幸吉、真珠の養殖に成功。
- 1月22日 - ハワイ王国でリリウオカラニ女王が廃位される(ハワイ王国の滅亡)。
- 2月23日 - ルドルフ・ディーゼルがディーゼル機関の特許を取得
- 3月10日 - 象牙海岸がフランスの植民地となる

### 1894年
- 3月29日 - 甲午農民戦争（東学党の乱）: 朝鮮全羅道で蜂起。
- 7月16日 - 日英通商航海条約調印（領事裁判権撤廃）。
- 7月25日 - 日清戦争開戦。
- 10月15日 - ドレフュス事件: アルフレド・ドレフュス仏陸軍大尉が反逆罪で逮捕される（冤罪）。

### 1895年
- リュミエール兄弟、シネマトグラフという動画撮影・再生装置を公開。映画の歴史が始まる。
- 4月17日 - 日清講和条約（下関条約）調印、日清戦争終結。
- 4月23日 - ロシア・フランス・ドイツによる三国干渉、日本が下関条約で獲得した遼東半島の清への返還を要求。
- 5月4日 - 日本、三国干渉受け入れを決定、3000万両（4500万円）と引き換えに遼東半島を清に返還。

### 1896年
- 4月6日 - 第1回夏季オリンピックがアテネで開催（ - 4月15日）。
- 6月15日 - 明治三陸地震発生、大津波により甚大な被害が発生（死者・行方不明者2万1959人）。
- 9月18日 - 第2次松方内閣成立。

### 1897年
- 6月22日 - 京都帝国大学（現：京都大学）創立。
- 10月 - 朝鮮の高宗王が国号を大韓帝国と改め、皇帝に即位。

### 1898年
- 1月12日 - 第3次伊藤内閣成立。
- 4月25日 - 8月12日 - 米西戦争。
- 6月30日 - 第1次大隈内閣成立。
- 7月16日 - 民法全編施行。
- 8月12日 - 米国がハワイ共和国を準州として併合。
- 9月21日 - 戊戌の政変。西太后が実権掌握。
- 11月8日 - 第2次山縣内閣成立。
- 12月18日 - 東京上野恩賜公園で西郷隆盛像の除幕式が行われた。銅像は高村光雲作。

### 1899年
- 1月19日 - 英埃領スーダンの成立（イギリスとエジプトによるスーダン支配の開始）。
- 2月4日 - フィリピンのマニラで暴動が発生（米比戦争の開戦。1902年7月まで）。
- 7月29日 - 第1回万国平和会議が終了し、ハーグ陸戦条約が締結される。
- 10月11日 - 第二次ボーア戦争勃発（1902年5月まで）。

## 科学と発明
科学
- アンリ・ベクレルが放射線を発見。
- ヴィルヘルム・レントゲンルがX線を発見。
- スヴァンテ・アレニウスとトーマス・クラウダー・チェンバリン（英語版） がそれぞれ、二酸化炭素と温室効果の関係について言及する。

発明
- フランスのリュミエール兄弟がシネマトグラフを発明。
- プロイセン王国のオットー・リリエンタールがハンググライダーの実用化を進め、飛行機発明への下地を作る。

## 世相
社会
- 欧米諸国と日本が、中国分割（清）を推し進める。

文化
- 「世紀末」<ファン・ド・シエクル>
  - 世紀末芸術
- 近代的な自転車が労働者階級にも普及し、ヨーロッパとアメリカで流行する(安全型自転車)。
- 映画の商業化